# Germarostes viridulus
Germarostes viridulus är en skalbaggsart som beskrevs av Bates 1887. Germarostes viridulus ingår i släktet Germarostes och familjen Hybosoridae. Inga underarter finns listade i Catalogue of Life.